# Hemeroplanis denticulata
Hemeroplanis denticulata är en fjärilsart som beskrevs av Walker 1866. Hemeroplanis denticulata ingår i släktet Hemeroplanis och familjen nattflyn. Inga underarter finns listade i Catalogue of Life.